# Anta de Pedras Grandes
L'Anta das Pedras Grandes (le dolmen des Grandes Pierres, en français) est un grand dolmen situé dans la freguesia de Ramada e Caneças (pt) de la commune d'Odivelas, dans le district de Lisbonne, au Portugal,. Il est classé Monument national depuis 1944.

## Contexte
Le mot anta est l'équivalent portugais d'« ante » (pilier terminal d'un temple grec ou romain), mais il est aussi employé pour désigner les pierres d'un dolmen ou le dolmen lui-même. Environ 5 000 édifices mégalithiques de ce type ont été construits au Néolithique dans l'ouest de la péninsule Ibérique par les successeurs de la culture de la céramique cardiale.

## Historique
Le site des Pedras Grandes a été identifié pour la première fois en 1880 par l'archéologue portugais Carlos Ribeiro (pt) (1813-1882). C'est le seul dolmen subsistant aux alentours, bien que plusieurs aient été découverts à la fin du XIXe  et au début du XXe siècle. Cependant, il a beaucoup souffert du prélèvement de pierres par les agriculteurs et pour la construction.

## Description
Ce dolmen est composé d'une longue chambre funéraire polygonale, avec huit orthostates de support d'environ 3 m de haut, et d'un court couloir d'accès. Le tumulus d'origine est à peine visible.

## Vestiges archéologiques
Il subsistait une tombe où des ossements humains fossiles ont été découverts.
Les fouilles menées au début du XXIe siècle aux alentours ont livré de nombreux fragments de silex, suggérant que la zone était utilisée pour la production d'outils lithiques en silex.